# Rainer Kreissl
Rainer Kreissl (13. dubna 1924 Děkov – 23. června 2005 Mnichov) byl německý sběratel umění a významný donátor, nositel státního vyznamenání Medaile Za zásluhy. Narodil se v Čechách a k Čechám si zachoval blízký vztah.

## Život a dílo

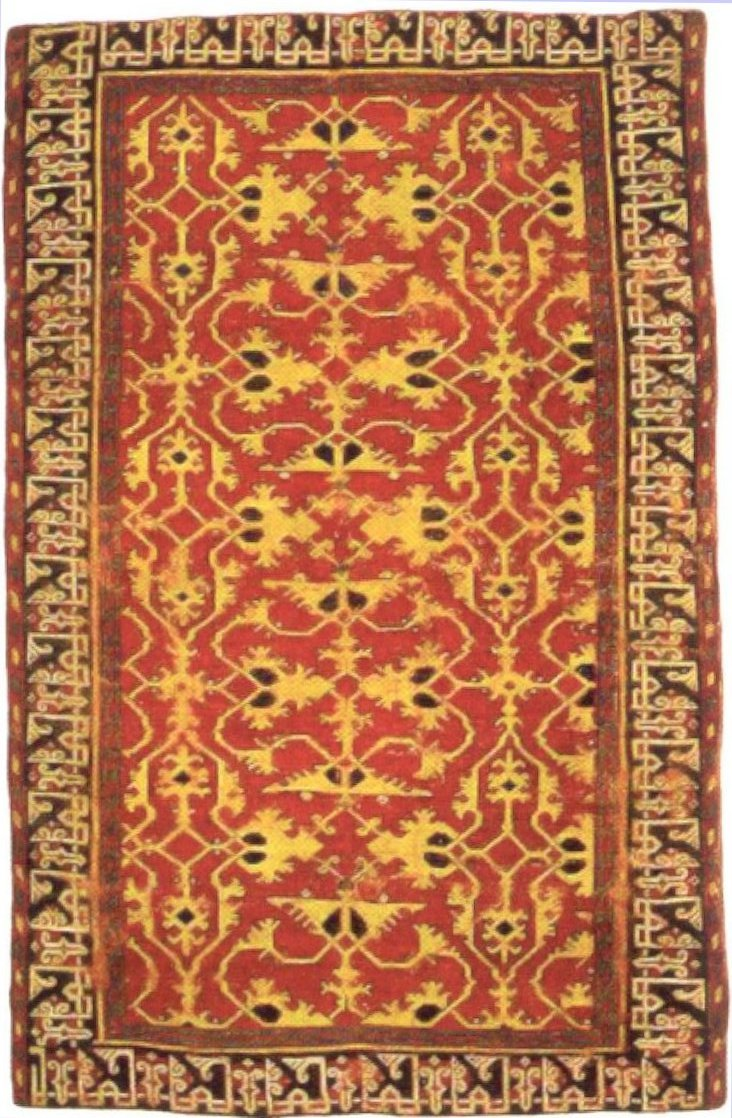
Anatolský koberec ze 16. století (pro ilustraci, nepochází ze sbírky Rainera Kreissla)

Pokřtěn jako Reiner Josef Kreissl, se narodil v rodině Josefa Kreissla a jeho manželky Aloisie, rozené Krausové v německo–české, převážně německé obci Děkov na Rakovnicku. Otec byl Němec, pěstitel a obchodník s chmelem, matka českého původu. Sám Rainer Kreissl hovořil oběma jazyky. Po 2. světová válce rodinu neodsunuli z Československa, mezi jiným i proto, že po nástupu Hitlera k moci otec pomáhal Němcům židovského původu k útěku do Československa.
Po studiu obchodní akademie v Žatci pracoval nejprve jako malíř porcelánu v porcelánce Pirkenhammer; koncem 50. let 20. století se stal v Teplicích obchodníkem se starožitnostmi v podniku Antikva. Zastával také pozici soudního znalce pro Severočeský kraj. Protože v Teplicích zůstaly po odsunutých Němcích významné umělecké sbírky, nakupovali zde starožitnosti i zahraniční diplomaté a Rainer Kreissl se stal osobou, o kterou se zajímala StB. Spolupráci odmítal, což rozhodlo o emigraci v roce 1963 emigroval do Německé spolkové republiky.
V Německu začínal jako zaměstnanec aukční síně, později ředitel její mnichovské pobočky. Po roce 1989 se vracel do své původní vlasti, které věnoval své významné sbírky afrického umění, anatolských koberců a užitého čínského a indického porcelánu.
Je pochován v Děkově.

### Knižní vydání
- Svátek sv. Nepomuka, Děkov L.P. 1928 = St. Nepomuktag, Dekau A.D. 1928 (české a německé vydání; vydalo Hrnčířství a nakladatelství, Praha 1999)
- Michelob – pivo z Čech (vydal Zdeněk Susa, Středokluky 2003, překlad z němčiny Aus Böhmens Hain und Flur)

### Filmový dokument
V roce 2002 natočila Česká televize dokumentární film Vášně Rainera Kreissla.

## Kreisslovy dary Česku
V roce 2000 daroval Národní galerii čtyři obrazy připisované Alexandru Rodčenkovi.
Dále Rainer Kreissl daroval českým kulturním institucím tři své sbírky:
- v roce 1994 Náprstkovu muzeu sbírku anatolských koberců z 13.–19. století (více než 1 200 koberců, největší sbírka svého druhu na světě)
- v letech 1998–2003 Národní galerii sbírku čínského, japonského a indického užitého umění (206 předmětů)
- v roce 2002 Pražskému hradu sbírku téměř 500 afrických soch a v roce 2004 dalších 500 soch

### Výstavy
Africká sbírka byla vystavena od července 2002 v pražském Letohrádku královny Anny, kde byla zamýšlena jako trvalá výstava. Od roku 2004 ale byl objekt dlouhodobě rekonstruován a výstava se sem již nevrátila. V červnu 2004 – květnu 2005 ji mohli zájemci zhlédnout ve Veletržním paláci, v roce 2007 bylo 140 předmětů vystaveno v Galerii výtvarného umění v Chebu.
Části sbírky anatolských koberců byly vystaveny v letech 1995, 1998 a 2000 v Letohrádku královny Anny.

## Pocty a vyznamenání
- V průjezdu paláce Kinských v Praze je umístěna busta Rainera Kressla[10]
- V roce 1995 obdržel čestný doktorát Univerzity Karlovy[11]
- V roce 2001 udělil president Václav Havel Raineru Kreisslovi státní vyznamenání – medaili Za zásluhy I. stupeň[12]
- V roce 2004 bylo Raineru Kreslovi uděleno čestné občanství hl. m. Prahy